# Vraneštica (kommun)
Vraneštica var en kommun i Nordmakedonien. Den låg i det som nu är Kičevo i den västra delen av landet, 60 kilometer sydväst om huvudstaden Skopje. Antalet invånare var 1 322 vid folkräkningen 2002. Huvudort var Vraneštica.